# Persone di nome Serge
| Questa pagina contiene informazioni ricavate automaticamente dalle voci biografiche con l'ausilio del template Bio e di un bot. L'aggiornamento è periodico e automatico e ricostruisce completamente la pagina. Se manca una persona in questa lista, sei pregato di non aggiungerla, ma accertati piuttosto che la sua voce biografica contenga il template Bio e che i dati anagrafici siano correttamente compilati. Se il template Bio manca, inseriscilo tu stesso o, in alternativa, metti l'avviso {{tmp\|Bio}} che ne segnala la mancanza. Se i dati riportati sono sbagliati, correggi direttamente la voce biografica; le modifiche saranno visibili in questa lista entro pochi giorni. Per chiarimenti vedi il progetto antroponimi. La lista contiene solo le 106 persone che sono citate nell'enciclopedia e per le quali è stato implementato correttamente il template Bio. Pagina aggiornata al 23 mag 2025. |

Questa è una lista di persone presenti nell'enciclopedia che hanno il nome Serge, suddivise per attività principale.

## Allenatori di calcio(4)
- Serge Akakpo, allenatore di calcio e ex calciatore togolese (Lomé, n. 1987)
- Serge Martinengo de Novack, allenatore di calcio francese (Thio, n. 1946)
- Serge Mimpo, allenatore di calcio e ex calciatore camerunese (Ndom, n. 1974)
- Serge Thill, allenatore di calcio e ex calciatore lussemburghese (Lussemburgo, n. 1969)

## Allenatori di hockey su ghiaccio(2)
- Serge Aubin, allenatore di hockey su ghiaccio e ex hockeista su ghiaccio canadese (Val-d'Or, n. 1975)
- Serge Pelletier, allenatore di hockey su ghiaccio e dirigente sportivo canadese (Montréal, n. 1965)

## Arbitri di calcio(1)
- Serge Gumienny, ex arbitro di calcio belga (Bree, n. 1972)

## Artisti(1)
- Serge Ubertì, artista francese (Aix-les-Bains, n. 1952 - Roma, † 2018)

## Attori(4)
- Serge Avédikian, attore, regista e sceneggiatore armeno (Erevan, n. 1955)
- Serge Marquand, attore e produttore cinematografico francese (Marsiglia, n. 1930 - Parigi, † 2004)
- Serge Merlin, attore francese (Oued Tlelat, n. 1932 - Parigi, † 2019)
- Serge Reggiani, attore e cantante italiano (Reggio Emilia, n. 1922 - Boulogne-Billancourt, † 2004)

## Autori televisivi(1)
- Serge Adda, autore televisivo e produttore televisivo tunisino (Tunisi, n. 1948 - Parigi, † 2004)

## Avvocati(1)
- Serge Klarsfeld, avvocato, scrittore e storico romeno (Bucarest, n. 1935)

## Batteristi(1)
- Jojo Mayer, batterista svizzero (Zurigo, n. 1963)

## Calciatori(32)
- Serge Kevyn, calciatore gabonese (Port-Gentil, n. 1994)
- Serge Arnaud Aka, calciatore ivoriano (Divo, n. 1994)
- Serge Aurier, calciatore ivoriano (Ouragahio, n. 1992)
- Serge Ayeli, ex calciatore ivoriano (Abiatté, n. 1981)
- Dikilu Bageta, ex calciatore della Repubblica Democratica del Congo (Kinshasa, n. 1978)
- Serge Blanc, ex calciatore francese (Lione, n. 1972)
- Serge Branco, ex calciatore camerunese (Douala, n. 1980)
- Serge Chiesa, ex calciatore francese (Casablanca, n. 1950)
- Sadi Dastarac, calciatore francese (Saint-Vincent-de-Paul, n. 1888 - Lamotte-Beuvron, † 1911)
- Serge Dellamore, ex calciatore francese (Briey, n. 1950)
- Serge Denis, calciatore francese (Colombes, n. 1906 - † 1980)
- Serge Djiéhoua, calciatore ivoriano (Abidjan, n. 1983)
- Serge Ducosté, calciatore haitiano (Port-au-Prince, n. 1944 - Port-au-Prince, † 2024)
- Serge Gakpé, ex calciatore francese (Bondy, n. 1987)
- Serge Gnabry, calciatore tedesco (Stoccarda, n. 1995)
- Wilfried Kanon, calciatore ivoriano (Abidjan, n. 1993)
- Serge Leuko, calciatore camerunese (Douala, n. 1993)
- Serge Lofo, calciatore della Repubblica Democratica del Congo (Kinshasa, n. 1983)
- Serge Masnaghetti, ex calciatore francese (Mancieulles, n. 1934)
- Serge Mputu, ex calciatore della Repubblica Democratica del Congo (n. 1980)
- Serge Muhmenthaler, ex calciatore e arbitro di calcio svizzero (Grenchen, n. 1953)
- Serge N'Guessan, calciatore ivoriano (Abidjan, n. 1994)
- Serge N'Gal, ex calciatore camerunese (Nkongsamba, n. 1986)
- Serge Ngoma, calciatore statunitense (North Plainfield, n. 2005)
- Patrick Soko, calciatore camerunese (Douala, n. 1997)
- Serge Nyuiadzi, calciatore togolese (Agou, n. 1991)
- Serge Perruchini, ex calciatore monegasco (Monaco, n. 1955)
- Serge Racine, ex calciatore haitiano (n. 1951)
- Serge Roy, ex calciatore francese (Beaune, n. 1932)
- Serge Tabekou, calciatore camerunese (Yaoundé, n. 1996)
- Serge Trinchero, ex calciatore svizzero (Biella, n. 1949)
- Serge Yoffou, ex calciatore ivoriano (Abidjan, n. 1971)

## Cantautori(1)
- Serge Lama, cantautore francese (Bordeaux, n. 1943)

## Cestisti(2)
- Serge Ibaka, cestista della Repubblica del Congo (Brazzaville, n. 1989)
- Serge Zwikker, ex cestista olandese (Vlaardingen, n. 1973)

## Chirurghi(1)
- Serge Voronoff, chirurgo e sessuologo russo (Voronež, n. 1866 - Losanna, † 1951)

## Ciclisti su strada(4)
- Serge Baguet, ciclista su strada belga (Opbrakel, n. 1969 - Sint-Lievens-Houtem, † 2017)
- Serge Blusson, ciclista su strada e pistard francese (Parigi, n. 1928 - Creil, † 1994)
- Serge Demierre, ex ciclista su strada, pistard e dirigente sportivo svizzero (Ginevra, n. 1956)
- Serge Pauwels, ex ciclista su strada belga (Lier, n. 1983)

## Compositori(1)
- Serge Čerepnin, compositore statunitense (Issy-les-Moulineaux, n. 1941)

## Critici cinematografici(2)
- Serge Daney, critico cinematografico francese (Parigi, n. 1944 - Parigi, † 1992)
- Serge Toubiana, critico cinematografico francese (Susa, n. 1946)

## Culturisti(1)
- Serge Nubret, culturista francese (Anse-Bertrand, n. 1938 - Pierrefitte-sur-Seine, † 2011)

## Danzatori(2)
- Serge Golovine, ballerino e coreografo francese (Monaco, n. 1924 - Boulogne-Billancourt, † 1998)
- Serge Peretti, ballerino e coreografo italiano (Venezia, n. 1905 - Chatou, † 1997)

## Direttori d'orchestra(1)
- Serge Baudo, direttore d'orchestra francese (Marsiglia, n. 1927)

## Dirigenti sportivi(2)
- Serge Parsani, dirigente sportivo e ex ciclista su strada italiano (Gorcy, n. 1952)
- Serge Savard, dirigente sportivo e ex hockeista su ghiaccio canadese (Montréal, n. 1946)

## Economisti(1)
- Serge Latouche, economista e filosofo francese (Vannes, n. 1940)

## Esoteristi(1)
- Serge Raynaud de la Ferriere, esoterista e filosofo francese (Parigi, n. 1916 - Nizza, † 1962)

## Filologi(1)
- Serge Lancel, filologo, archeologo e storico francese (San Miguel del Padrón, n. 1928 - Grenoble, † 2005)

## Fisici(1)
- Serge Haroche, fisico francese (Casablanca, n. 1944)

## Giornalisti(2)
- Serge Monast, giornalista, poeta e saggista canadese (Montréal, n. 1945 - Sherbrooke, † 1996)
- Serge Thion, giornalista e sociologo francese (Issy-les-Moulineaux, n. 1942 - Créteil, † 2017)

## Hockeisti su ghiaccio(1)
- Serge Bernier, ex hockeista su ghiaccio canadese (Padoue, n. 1947)

## Ingegneri(1)
- Serge Dassault, ingegnere, imprenditore e politico francese (Parigi, n. 1925 - Parigi, † 2018)

## Magistrati(1)
- Serge Brammertz, magistrato belga (Eupen, n. 1962)

## Matematici(1)
- Serge Lang, matematico francese (Parigi, n. 1927 - Berkeley, † 2005)

## Medici(1)
- Serge Mongeau, medico, scrittore e politico canadese (Montreal, n. 1937 - † 2025)

## Piloti motociclistici(1)
- Serge Bacou, pilota motociclistico francese (Tolosa, n. 1947)

## Pittori(2)
- Serge Lemoyne, pittore canadese (Acton Vale, n. 1941 - Saint-Hyacinthe, † 1998)
- Serge Poliakoff, pittore russo (Mosca, n. 1906 - Parigi, † 1969)

## Politici(4)
- Serge Berdugo, politico marocchino (Meknès, n. 1938)
- Serge Grouard, politico francese (Parigi, n. 1959)
- Serge Lepeltier, politico francese (Boulogne-Billancourt, n. 1953)
- Serge Telle, politico e diplomatico francese (Nantes, n. 1955)

## Presbiteri(1)
- Serge de Beaurecueil, presbitero e islamista francese (Parigi, n. 1917 - Bois-Guillaume, † 2005)

## Produttori cinematografici(1)
- Serge Sandberg, produttore cinematografico francese (Kaunas, n. 1879 - Nizza, † 1981)

## Psichiatri(1)
- Serge Lebovici, psichiatra e psicoanalista francese (Parigi, n. 1915 - Antrenas, † 2000)

## Psicologi(1)
- Serge Moscovici, psicologo e sociologo rumeno (Brăila, n. 1925 - Parigi, † 2014)

## Registi(5)
- Serge Bourguignon, regista e sceneggiatore francese (Maignelay-Montigny, n. 1928)
- Serge Issa Coelo, regista ciadiano (Biltine, n. 1967)
- Serge Korber, regista e sceneggiatore francese (Parigi, n. 1936 - Brens, † 2022)
- Serge Leroy, regista e sceneggiatore francese (Parigi, n. 1931 - Parigi, † 1993)
- Serge Meynard, regista e sceneggiatore francese (n. 1956)

## Rugbisti a 15(2)
- Serge Betsen, ex rugbista a 15 francese (Kumba, n. 1974)
- Serge Blanco, ex rugbista a 15, dirigente sportivo e imprenditore francese (Caracas, n. 1958)

## Sassofonisti(1)
- Serge Chaloff, sassofonista statunitense (Boston, n. 1923 - Boston, † 1957)

## Sceneggiatori(1)
- Serge Frydman, sceneggiatore francese (Parigi, n. 1969)

## Schermidori(1)
- Serge Panizza, schermidore francese (Parigi, n. 1942 - Reims, † 2016)

## Scrittori(4)
- Serge Brussolo, scrittore francese (Parigi, n. 1951)
- Serge Joncour, scrittore e sceneggiatore francese (Parigi, n. 1961)
- Serge Pey, scrittore e poeta francese (Tolosa, n. 1950)
- Serge Quadruppani, scrittore francese (La Crau, n. 1952)

## Sollevatori(1)
- Serge Reding, sollevatore belga (Oudergem, n. 1941 - Manila, † 1975)

## Stilisti(1)
- Serge Lutens, stilista, fotografo e profumiere francese (Lilla, n. 1942)

## Storici(1)
- Serge Gruzinski, storico francese (Tourcoing, n. 1949)

## Triplisti(1)
- Serge Hélan, ex triplista francese (Pointe-à-Pitre, n. 1964)

## Velisti(1)
- Serge Maury, ex velista francese (Bordeaux, n. 1946)

## Vescovi cattolici(1)
- Serge Patrick Poitras, vescovo cattolico canadese (Saguenay, n. 1949)